# Songbird
Pour les articles homonymes, voir Songbird (homonymie).
Songbird est un logiciel abandonné multiplate-forme de gestion de bibliothèque musicale, un lecteur audio et un navigateur web. Songbird était une alternative libre à iTunes, le logiciel d'Apple.
Il était basé sur la bibliothèque audio GStreamer, sur l'interface XULRunner (comme Nvu) ainsi que sur la base de données SQLite.
Songbird était développé par Pioneers of the Inevitable, une société créée par Rob Lord.
La première version publique (nom de code « Hilda ») est sortie le 8 février 2006 pour Windows, des versions existent également aujourd'hui pour Mac OS X et Linux (ce dernier n'est plus officiellement supporté depuis la série 1.7, une version est actuellement en développement par la communauté sous le nom de Nightingale).
Songbird a annoncé le 14 juin 2013 qu'il cesserait toute opération le 28 juin 2013 faute de financement. Les services associés comme le site web ont fermé.

## Fonctionnalités
La plupart des fonctionnalités de Songbird étaient présentées sur le site officiel.

### Fonctionnalités présentes
- Lecture des formats Ogg Vorbis, MP3, WAV et FLAC pour toutes les plateformes, ainsi que AAC pour les Mac et WMA pour Windows
- Personnalisation de l'interface
- Gestion de bibliothèque musicale
- Support de 39 langues
- Navigateur web
- Mixeur
- Recherche locale de fichiers multimédia
- Affichage réduit
- Intégration d'un plug-in pour Last.fm
- Extensions
- Onglets pour la navigation web
- Système de mise à jour

### Fonctionnalités prévues
- Multi-tâches
- Gestion de CD dont gravure
- Gestion de baladeur OGG Vorbis (*.ogg), FLAC (*.flac), MP3 (*.mp3)
- Gestion de la vidéo

### Critiques
Tout comme iTunes, Songbird ne permet pas d'outrepasser les canaux de sortie audio de Windows, ce qui ne garantit pas la qualité de sortie des fichiers lus, au niveau matériel. Il manque à ces deux logiciels la possibilité laissée à l'utilisateur de choisir les sorties Asio ou WASAPI pour bénéficier d'une sortie audio entièrement paramétrable, qui permettrait d'éviter certaines aberrations dues à la gestion des codecs audio sous Windows.

## Songbird et Internet
Songbird est, en plus d'un lecteur multimédia, un navigateur web. Ainsi, Songbird recherche la présence de son ou de vidéo sur les pages web affichées. Il est alors possible d'écouter les pistes audio ou vidéo ou de les télécharger. Cette fonctionnalité est très utile sur les blogs musicaux notamment.
De plus, il est possible d'obtenir des informations sur une chanson (article Wikipédia sur l'auteur, paroles…) d'un simple clic droit sur cette chanson.

## Extensions
Songbird supportait les extensions. Quelques extensions étaient disponibles sur le site officiel :
- Qloud Tagging & Search
- eMusic Integration
- iTunes Importer : permet d'importer une bibliothèque iTunes ainsi que les listes de lecture
- iPod Device : gestion des iPod d'Apple
- Artist Tracker
- Library File Organizer
- Audioscrobbler Notifier
- Wikipedia Artist Display : obtenir les informations sur un artiste
- Shoutcast Radio Directory : accéder à un répertoire de flux Shoutcast
- Minimize-to-Systemtray : permet de réduire Songbird dans la barre d'état
- Growl Notification for OS X : notification Growl sous Mac OS X

## Plumes
Songbird possède une interface personnalisable à l'aide de thèmes, appelés « plumes » (feathers en anglais).
Dans la version 0.4, deux plumes étaient disponibles par défaut :
- Rubberducky, de couleur noire
- Dove, de couleur blanche.

Dans la version 1.1.2, seule une plume est disponible par défaut :
- Gonzo.

D'autres plumes peuvent être téléchargées sur le site.
Parmi les plumes téléchargeables (comme des Add-Ons) :
- YABS et NABS de Atreiu : les plus téléchargés en noir (pour YABS) et blanc (pour NABS), il s'agit des plumes les plus complètes
- Gonzo (Sketch-Version) de Atreiu, un remix de la plume Gonzo de base
- Aero Bird et Aero Bird Pro de LIB53
- Sparkle de Schwadegan, noir et fashion
- Dark Super, Blak et Lovebird de Superkoop, des plumes très étranges
- Tint de tm14
- Reflector de tmn
- Ububird de szczepek inspiré du monde Ubuntu.